# 萊瓦 (莫希科省)
11°39′19″S 20°26′47″E / 11.65528°S 20.44639°E
萊瓦（葡萄牙語：Léua），是安哥拉的城鎮，位於該國東部，由莫希科省負責管轄，處於盧埃納以東62公里，面積2,899平方公里，2014年人口30,747，人口密度每平方公里11人。